# Guillaume Bianco
Pour les articles homonymes, voir Bianco (homonymie).
Guillaume Bianco, né le 27 octobre 1976 à Toulon, est un dessinateur et scénariste français de bande dessinée.

## Biographie
Guillaume Bianco passe un bac d'arts plastiques à Toulon dans le Var, puis poursuit des études de langues orientales.
Après avoir passé un an à étudier la calligraphie à l'université de Shanghai, en 1993, il reçoit l'enseignement de Sifu Wang Xin-wu, dans la province de Taipei à Taiwan.
De retour en France, il ne reçoit pas le succès espéré dans les arts martiaux et se réoriente donc vers la bande dessinée. Il participe aux ateliers de BD du Toulonnais Didier Tarquin en 1994-1995 et devient son assistant pendant plus de 3 ans à l'atelier Gotfferdom, créé par Christophe Arleston.
C'est là que commence sa carrière professionnelle, en 1998, lorsqu'il rejoint l'atelier où se prépare le projet d'un journal : Lanfeust Mag. En plus des dessins destinés à alimenter le magazine, il crée pour le journal différentes rubriques et personnages comme Kegoyo et Klamédia ou la série Will (4 albums sortis aux éditions Soleil).
Après un autre album humoristique (Hot Dog, toujours chez Soleil), et le lancement de Ernest & Rebecca avec Antonello Dalena au dessin (aux éditions Le Lombard), il sort en 2008 Billy Brouillard 1. Le don de trouble vue, le premier album de la série Billy Brouillard, album inaugural de la collection Métamorphose dirigée par Barbara Canepa et Clotilde Vu aux éditions Soleil Productions. Cet album est le premier de la série, une série qui va donner lieu à une série dérivée L’encyclopédie curieuse et bizarre par Billy Brouillard.
D'autres collaborations s'établissent : Eco avec Jérémie Almanza au dessin, Épictète avec Sergio Algozzino (dessin), Chats Siamois, illustré par Ciou, etc.
Le festival du comics de Sao Paolo lui remet le prix du meilleur illustrateur humoristique en 2009. Puis il obtient le Prix de la meilleure bande dessinée francophone du Festival d'Angoulême : le choix polonais en 2010 et il est l'invité d'honneur de la cérémonie de proclamation de ce prix en février 2011 à Cracovie, au moment de l'ouverture d'une exposition consacrée à la bande dessinée française en Pologne depuis 2002. Depuis 2011, il collabore à L'Atelier Mastodonte. En 2013, la série Ernest & Rebecca qu'il scénarise reçoit le prix des Écoles au Festival d'Angoulême.

## Œuvres

### Séries
- Kegoyo et Klamédia (dessin et scénario)
- Will (dessin et scénario)
- L’encyclopédie curieuse et bizarre par Billy Brouillard (dessin et scénario), Soleil Productions, série de 2 albums
  - 1. Les fantômes (2014)
  - 2. Les chats (2015)
- Ernest & Rebecca (scénario), avec Antonello Dalena (dessin)
- Eco (scénario), avec Jérémie Almanza (dessin)
- Billy Brouillard (dessin et scénario)[2], série 
  - 1. Le don de trouble vue (2008)
  - 2. Le petit garçon qui ne croyait plus au Père Noël (2010)
  - 3. Le chant des sirènes (2012)
  - 4. Le Détective du bizarre, tome 1 : Billy Brouillard et la Chasse aux fantômes (2018)
  - 5. Le Détective du bizarre, tome 2 : Billy Brouillard au pays des monstres (2021)
  - HS2 Les comptines malfaisantes II
  - HS3 Les comptines malfaisantes III - Histoires de chats
- Zizi chauve-souris (dessin), avec Lewis Trondheim (scénario)
- Les carnets secrets de Guillaume Bianco (dessin et scénario), Delcourt, collection Shampooing
  - 1.Les Seins (2014)[6]
  - 2.Les femmes sont folles ! (de moi…) (2016)[7]

### Albums isolés
- Hot Dog (dessin et scénario), Soleil Productions (2008)
- Épictète (scénario), avec Sergio Algozzino (dessin), Soleil Productions (2009)[8]
- Chat siamois (scénario), avec Ciou (dessin), Soleil Productions (2009)[9]
- L’extraordinaire abécédaire de Zoé Marmelade (scénario), avec Marie Pommepuy (dessin et couleur), Soleil Productions (2019)[10]
- Méli Mélo s'emmêle les mots (scénario), avec Marie Pommepuy (dessin), Milan (février 2020)
- Le très grand câlin (dessin et couleur) avec Manon Fargetton (scénario), Milan (septembre 2022)
- Un cheveu dans la soupe (scénario) avec Caroline Hüe (dessin), Milan (décembre 2022)

### Albums collectifs
- La Véritable Histoire des Krashmonsters, Soleil Productions (2002)[11]
- L'Atelier Mastodonte, tomes 1 à 5 (2013 à 2017), Dupuis [12],[13]

## Prix et distinctions
- 2021 : Sélection « Pépite » du Salon du livre et de la presse jeunesse[14], catégorie Bande dessinée, pour Le Détective du bizarre, tome 2 : Billy Brouillard au pays des monstres